# Сатир Перипатетик
Сатир Перипатетик (др.-греч. Σάτυρος) — греческий биограф III века до н. э.
Согласно фрагменту Геркуланского папируса, происходил из черноморского города Каллатиды (Мангалия), вероятно, позднее работал в Александрии. Время жизни определяется предположительно между серединой III и началом II века до н. э.
Афиней называет его перипатетиком, однако принадлежность Сатира к философской школе Аристотеля сомнительна. Светоний в сочинении «О знаменитых людях» именует его просто «учёным мужем», тогда как упомянутого до этого Гермиппа — перипатетиком.
Согласно Афинею, который несколько раз цитирует Сатира, авторству последнего принадлежали «Жизнь Филиппа», жизнеописания Александра, Алкивиада, Дионисия Младшего, Гиерона II, Эсхила, Софокла и Еврипида, Сократа и других философов, книги «О характерах» и «Об образе жизни», представляющие собой сборники анекдотов об известных людях. Афиней приводит список жён Филиппа II, составленный Сатиром. 
Предположительно, был автором работы «О демах Александрии». 
В 1912 среди Оксиринхских папирусов был обнаружен довольно большой фрагмент Сатирова «Жизнеописания Еврипида».

## Публикации фрагментов
- Satiro. Vita di Euripide / A cura di Graziano Arrighetti. — Pisa: Libreria Goliardica, 1964
- Schorn S. Satyros aus Kallatis. Sammlung der Fragmente mit Kommentar. — Basel: Schwabe, 2004. — ISBN 3-7965-2005-7